# Tabernas
Tabernas é um município da Espanha, na província de Almería, comunidade autónoma da Andaluzia. Tem 281 km² de área e, em 2021, tinha 3 887 habitantes (densidade: 13,8 hab./km²). Pertence à comarca do Filabres-Tabernas.